# Webalizer
Webalizer ist eine freie Web-Analytics-Software, die mit Logdateianalyse arbeitet und unter der GPL steht.
Angeregt wurde das Projekt im Jahre 1997 durch Bradford L. Barrett. Die vom Webalizer generierten Statistiken enthalten üblicherweise folgende Informationen: Anfragen, Besuche, Verweise, Länder der Besucher und Menge der ausgelieferten Daten. Diese Statistiken können sowohl grafisch als auch textuell betrachtet werden und sind auf unterschiedlichen Zeitskalen (Stunden, Tage, Monate, Jahre) dargestellt.

## Übersicht
Die Protokolldateianalyse einer Webseite wird durch Gruppierung und Zusammenfassung verschiedener, vom Webserver während des Benutzerzugriffs in Protokolldateien aufgezeichneter Daten erzeugt. Dabei werden meistens die folgenden Parameter verwendet und ausgewertet:
URL
Ein Uniform Resource Locator (URL) bezeichnet eindeutig die vom Browser des zugreifenden Nutzers angeforderten Daten.
Hit
Jeder HTTP-Zugriff durch den Webbrowser des Nutzers wird als ein Hit bzw. Zugriff gezählt. Dabei können HTTP-Zugriffe auch für nicht vorhandene Inhalte anfallen, die aber trotzdem als Zugriff mitgezählt werden. Wenn beispielsweise eines von fünf durch den Webbrowser des Nutzers angeforderten Bildern fehlt, zählt der Webserver trotzdem sechs Zugriffe (Hits), von denen fünf als erfolgreich (die HTML-Datei und vier Bilder) und einer als fehlgeschlagener Zugriff (der für das fehlende Bild) aufgezeichnet werden.

## Auswertungen

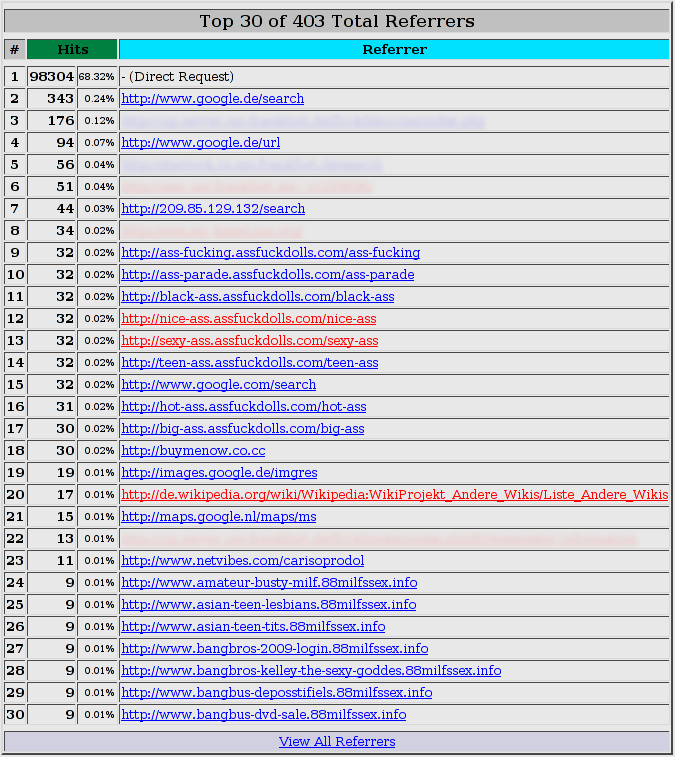
Auswertung mit Referrer-Spam in Webalizer

Webalizer produziert standardmäßig zwei verschiedene Auswertungen, einen Jahresüberblick und eine detaillierte Monatsauswertung für jeden ausgewerteten Monat.
Der Jahresüberblick enthält Informationen über die Anzahl von Seitenzugriffen (hits), Datei- und Seitenabrufe (file and page requests), zugreifende Rechner (hosts) sowie die Anzahl ihrer Zugriffe (visits), sowie den täglichen Durchschnitt dieser Werte für jeden Monat. Zu der Auswertung gehört auch eine graphische Jahreszusammenfassung.
Jede der Monatsauswertungen wird als einzelne HTML-Seite aufgebaut, die zum einen eine monatliche Übersicht der genannten Werte (Gesamtanzahl der Hits, File/Page Requests, Visits, Hosts etc.), zum anderen eine tägliche Zusammenfassung dieser Werte für jeden Tag des Monats, eine stundenweise Zusammenfassung für jede Stunde jedes Tages, eine Übersicht nach den abgerufenen Seiten mit ihrer URL, eine nach ihrer IP-Adresse gegliederte Übersicht der zugreifenden Rechner, eine Übersicht über Anfangs- und Ausstiegs-URL, aus der die am meisten verwendeten Einstiegs- und End-URLs des Servers ersichtlich sind, eine Referrer-Übersicht, aus der die URLs der Seiten zu ersehen sind, von denen aus der Zugriff bzw. die Weiterleitung erfolgt ist, eine Übersicht über die verwendeten Suchbegriffe, eine Übersicht über die für den Zugriff verwendeten Webbrowser sowie eine Übersicht über die Länder, aus denen der Zugriff auf die Webseiten erfolgt ist.
Jede der vorstehend beschriebenen Standard-HTML-Auswertungen benennt die zwanzig häufigsten Einträge für jeden auszuwertenden Parameter, beispielsweise die zwanzig am häufigsten aufgerufenen Seiten (URLs). Die Zahl der tatsächlich aufgeführten Zeilen in jeder dieser Auswertungen lässt sich über die Konfiguration beeinflussen. Webalizer lässt sich auch so konfigurieren, dass er separate Auswertungen für jeden Parameter erzeugt, die beispielsweise jeden einzelnen Nutzer der Website oder alle angeforderten URL-Adressen aufführen.
Zusätzlich zu den in HTML generierten Berichten kann der Webalizer auch so konfiguriert werden, dass er durch Kommata begrenzte Dateien (CSV) erzeugt, die alle in einem Bericht verwendeten Daten in reiner Textform enthalten. Diese Dateien kann man in Tabellenkalkulationsprogramme oder Datenbanken einlesen und dort weiter auswerten.

## Sprachunterstützung
Statistische Auswertungen in HTML können in mehr als 30 Sprachen erzeugt werden, dazu gehören: Vereinfachtes Chinesisch, Dänisch, Deutsch, Englisch, Estnisch, Finnisch, Französisch, Galicisch, Griechisch, Indonesisch, Isländisch, Italienisch, Japanisch, Katalanisch, Koreanisch, Kroatisch, Litauisch, Malaiisch, Niederländisch, Norwegisch, Polnisch, Portugiesisch (auch für Brasilien), Rumänisch, Russisch, Schwedisch, Serbisch, Slowakisch, Slowenisch, Spanisch, Tschechisch, Türkisch, Ukrainisch, Ungarisch.
Um Berichte in einer anderen Sprache zu erzeugen, muss ein spezielles Webalizer Binary für diese Sprache kompiliert werden.

## Kritikpunkte
- Die erzeugten Statistiken unterscheiden nicht zwischen menschlichen Nutzern einer Website und automatisierten Zugriffen, beispielsweise durch Suchmaschinenroboter. Die daraus resultierenden Berichte weisen dann natürlich zu hohe Zugriffszahlen aus, verglichen mit den nur durch menschliche Nutzer erzeugten Zugriffen.
- Die ausgewiesenen Zugriffszahlen werden auch durch Downloadmanager verfälscht, die die Downloads von der Website in Teilen vornehmen. Jeder Zugriff mit dem Status 206 „Partial Content“ wird als separater Zugriff gezählt.
- Es gab bis zur Version 2.20 keine Auswertung für Abfragebegriffe (query); dynamisch erzeugte Webseiten, z. B. PHP-Seiten mit Argumenten, können dann nicht separat ausgewiesen werden. Ab Version 2.20 ist es mit StripCGI und DefaultIndex möglich, diese separat auflisten zu lassen.

## Alternativen
- AWStats
- Matomo (ehemals Piwik)
- Analog